# Glyptemys muhlenbergii
La tortuga de pantà (Glyptemys muhlenbergii) és una tortuga semiaquàtica de la família dels emídids (Emydidae) endèmica de l'est dels Estats Units. Primer va ser descrita científicament l'any 1801 després d'un estudi del segle xviii de Pennsilvània. La tortuga del pantà es troba a l'estat de Vermont, al nord, al sud de Geòrgia i a l'oest d'Ohio.

## Característiques
És la tortuga més petita d'Amèrica del Nord, d'uns 10 centímetres de llarg quan estan ben desenvolupades. Tot i que la tortuga de pantà és similar en aparença a les tortugues pintades o amb taques, el seu parent més proper és en realitat la tortuga de fusta, una mica més gran.
La tortugues adultes del pantà pesen 110 grams de mitjana. La seva pell i closca són normalment de color marró fosc, amb un punt distintiu de color taronja a cada costat del coll.

## Història natural
Són diürnes i passen la major part del seu temps enterrades en el fang i, durant els mesos d'hivern, en mode d'hibernació. La tortuga de pantà és omnívora, s'alimenta principalment de petits invertebrats.
Considerades com amenaçades a nivell federal, la tortuga de pantà es troba protegida per la Llei dels Estats Units d'Espècies Amenaçades. Les plantes invasores i el desenvolupament urbà han erradicat tant l'hàbitat de la tortuga de pantà que hi ha hagut una reducció substancial dels seus efectius. La demanda de la tortuga de pantà és elevada en el comerç del mercat negre d'animals domèstics, en part per les seves característiques de mida petita i única. Diversos projectes públics i privats han dut a terme un intent de revertir la disminució de la població de la tortuga de pantà.
La tortuga de pantà té una baixa taxa de reproducció, les femelles posen una niuada per any, amb una mitjana de tres ous cada un. Els joves tendeixen a créixer ràpidament, arribant a la maduresa sexual entre els 4 i els 10 anys. Les tortugues de pantà viuen una mitjana de 20 a 30 anys en estat salvatge. Des del 1973, el Zoològic del Bronx ha criat amb èxit les tortugues de pantà en captivitat.